# راوما قدیمی
راوما قدیمی (انگلیسی: Old Rauma) مرکز چوبی شهر راوما، فنلاند است. این مکان به دلیل معماری منحصر به فرد چوبی و نقشه شهر قرون وسطایی به خوبی حفظ شده، در سال ۱۹۹۱ در فهرست میراث جهانی یونسکو ثبت شده است. این یکی از تنها شهرهای قرون وسطایی در فنلاند است.
منطقه راوما قدیمی حدود ۰٫۳ کیلومتر مربع است و دارای حدود ششصد ساختمان (شامل خانه‌های اصلی و ساختمان‌های کوچکتر مانند انبارها) و حدود ۸۰۰ نفر جمعیت است. قدیمی‌ترین ساختمان‌ها مربوط به قرن ۱۸ هستند، چرا که دو آتش‌سوزی در سال‌های ۱۶۴۰ و ۱۶۸۲ بخش بزرگی از شهر را نابود کردند. با این حال، نقشه مرکز شهر هنوز بسیاری از ساختار قرون وسطایی خود را حفظ کرده است. ساختمان‌های چوبی تقریباً به‌طور انحصاری یک طبقه هستند، هرچند چندین ساختمان قدیمی‌تر دارای زیرزمین نیز می‌باشند. ساختمان‌های مسکونی در امتداد خیابان اصلی قرار گرفته‌اند، در حالی که ساختمان‌های جانبی (برای مثال، انبارهای غله و انبارها) در طول کوچه‌های باریک ساخته شده‌اند. بیشتر ساختمان‌ها در حال حاضر مسکونی و تحت مالکیت افراد خصوصی هستند، هرچند در امتداد دو خیابان اصلی و اطراف میدان شهر ساختمان‌ها بیشتر برای استفاده تجاری به کار می‌روند. در قرن ۱۸، شهر راوما به بیرون از منطقه راوما قدیمی گسترش یافت و افزایش تجارت دریایی منجر به مدرنیته شدن شهر شد.